# العلاقات الإثيوبية التوفالية
العلاقات الإثيوبية التوفالية هي العلاقات الثنائية التي تجمع بين إثيوبيا وتوفالو.

## مقارنة بين البلدين
هذه مقارنة عامة ومرجعية للدولتين:
| وجه المقارنة                                              | إثيوبيا                        | توفالو                         |
| --------------------------------------------------------- | ------------------------------ | ------------------------------ |
| المساحة (كم2)                                             | 1.10 مليون                     | 26                             |
| عدد السكان (نسمة)                                         | 104.96 مليون                   | 11.19 ألف                      |
| الكثافة السكانية (ن./كم²)                                 | 95.42                          | 43.04 ألف                      |
| العاصمة                                                   | أديس أبابا                     | فونافوتي                       |
| اللغة الرسمية                                             | اللغة الأمهرية                 | اللغة التوفالوية، لغة إنجليزية |
| العملة                                                    | بير إثيوبي                     | دولار توفالو                   |
| الناتج المحلي الإجمالي (بليون دولار)                      | 80.56 مليار                    | 39.73 مليون                    |
| الناتج المحلي الإجمالي (تعادل القوة الشرائية) بليون دولار | 161.90 مليار                   | 38.93 مليون                    |
| الناتج المحلي الإجمالي الاسمي للفرد دولار أمريكي          | 619                            | 3.29 ألف                       |
| الناتج المحلي الإجمالي للفرد دولار أمريكي                 | 1.50 ألف                       | 3.77 ألف                       |
| مؤشر التنمية البشرية                                      | 0.442                          |                                |
| رمز المكالمات الدولي                                      | +251                           | +688                           |
| رمز الإنترنت                                              | .et                            | .tv                            |
| المنطقة الزمنية                                           | ت ع م+03:00، توقيت شرق أفريقيا | ت ع م+12:00                    |

## منظمات دولية مشتركة
يشترك البلدان في عضوية مجموعة من المنظمات الدولية، منها:
| علم المنظمة | اسم المنظمة                                 | تاريخ انضمام إثيوبيا | تاريخ انضمام توفالو |
| ----------- | ------------------------------------------- | -------------------- | ------------------- |
|             | الاتحاد البريدي العالمي                     | ?                    | ?                   |
|             | مؤسسة التنمية الدولية                       | 11 أبريل 1961        | 24 يونيو 2010       |
|             | منظمة حظر الأسلحة الكيميائية                | ?                    | ?                   |
|             | الأمم المتحدة                               | 13 نوفمبر 1945       | 5 سبتمبر 2000       |
|             | مجموعة دول أفريقيا والكاريبي والمحيط الهادئ | ?                    | ?                   |
|             | البنك الدولي للإنشاء والتعمير               | 27 ديسمبر 1945       | 24 يونيو 2010       |
|             | الاتحاد الدولي للاتصالات                    | 20 فبراير 1932       | 15 أغسطس 1996       |
|             | يونسكو                                      | 1 يوليو 1955         | 21 أكتوبر 1991      |

## وصلات خارجية
- موقع وزارة الخارجية الإثيوبية